# Kraski (ptaki)
Kraski (Coraciidae) – rodzina ptaków z rzędu kraskowych (Coraciiformes). Tak jak inne kraskowe są kolorowo ubarwione, a ich palce są zrośnięte, z tym że u krasek zrośnięte są jedynie dwa wewnętrzne palce, a dwa zewnętrzne są wolne. 
Polują na owady, które chwytają w locie. Gniazdują w rozmaitych dziuplach i innych otworach w drzewach, w których składają 2–4 jaja. 

## Zasięg występowania
Występują głównie w cieplejszych krajach, w Afryce, Eurazji, Australii i Oceanii.

## Systematyka
Rodzajem typowym jest Coracias. Do rodziny należą następujące rodzaje:
- Coracias Linnaeus, 1758
- Eurystomus Vieillot, 1816